# Berneuil (Somme)
Berneuil és un municipi francès situat al departament del Somme i a la regió dels Alts de França. L'any 2007 tenia 254 habitants.

## Demografia

### Població
El 2007 la població de fet de Berneuil era de 254 persones. Hi havia 96 famílies de les quals 24 eren unipersonals (8 homes vivint sols i 16 dones vivint soles), 28 parelles sense fills i 44 parelles amb fills.
La població ha evolucionat segons el següent gràfic:
Habitants censats

### Habitatges
El 2007 hi havia 108 habitatges, 97 eren l'habitatge principal de la família, 6 eren segones residències i 5 estaven desocupats. 106 eren cases i 2 eren apartaments. Dels 97 habitatges principals, 91 estaven ocupats pels seus propietaris, 5 estaven llogats i ocupats pels llogaters i 1 estava cedit a títol gratuït; 1 tenia una cambra, 10 en tenien tres, 32 en tenien quatre i 54 en tenien cinc o més. 72 habitatges disposaven pel capbaix d'una plaça de pàrquing. A 43 habitatges hi havia un automòbil i a 46 n'hi havia dos o més.

### Piràmide de població
La piràmide de població per edats i sexe el 2009 era:
| Homes | Edats   | Dones |
| ----- | ------- | ----- |
| 0     | 95 o +  | 0     |
| 0     | 90 a 94 | 0     |
| 0     | 85 a 89 | 0     |
| 0     | 80 a 84 | 0     |
| 4     | 75 a 79 | 12    |
| 0     | 70 a 74 | 8     |
| 8     | 65 a 69 | 8     |
| 12    | 60 a 64 | 4     |
| 4     | 55 a 59 | 4     |
| 12    | 50 a 54 | 20    |
| 4     | 45 a 49 | 4     |
| 16    | 40 a 44 | 4     |
| 0     | 35 a 39 | 4     |
| 12    | 30 a 34 | 4     |
| 8     | 25 a 29 | 8     |
| 8     | 20 a 24 | 4     |
| 0     | 15 a 19 | 12    |
| 12    | 10 a 14 | 4     |
| 0     | 5 a 9   | 4     |
| 4     | 0 a 4   | 4     |

## Economia
El 2007 la població en edat de treballar era de 164 persones, 121 eren actives i 43 eren inactives. De les 121 persones actives 113 estaven ocupades (65 homes i 48 dones) i 8 estaven aturades (3 homes i 5 dones). De les 43 persones inactives 10 estaven jubilades, 17 estaven estudiant i 16 estaven classificades com a «altres inactius».

### Ingressos
El 2009 a Berneuil hi havia 99 unitats fiscals que integraven 258 persones, la mediana anual d'ingressos fiscals per persona era de 19.437 €.

### Activitats econòmiques
Dels 4 establiments que hi havia el 2007, 2 eren d'empreses extractives, 1 d'una empresa de construcció i 1 d'una empresa de comerç i reparació d'automòbils.
L'únic servei als particulars que hi havia el 2009 era una lampisteria.
L'any 2000 a Berneuil hi havia 11 explotacions agrícoles que ocupaven un total de 700 hectàrees.

## Poblacions més properes
El següent diagrama mostra les poblacions més properes.